# Hej det är Nic... klick
Hej det är Nic... klick är en singel av Nic & the Family som lanserades 2004. Nic Schröder beskrev låten som en "spontan, jättelätt glad melodi" och den handlar om hur Nic eftersträvar att få höra rösten av en kvinna vid namn Sara. I slutet av låten ringer Monika från "Hej hej Monika" upp Nic, men han avbryter samtalet innan hon har hunnit presentera sig helt.

## Musikvideo
Musikvideon spelades in i Helsingborg, bland annat på Olympia och Rosengården, samt i Påarp. I en av huvudrollerna syns Otto Blücker, som tidigare medverkat i musikvideon till "Hej hej Monika", och som hans vän medverkar Filip Kindahl. I den andra huvudrollen syns Elinor Nilsson.

## Topplistor
| Lista (2004)                   | Topplacering |
| ------------------------------ | ------------ |
| Sverige (Svenska singellistan) | 42           |